# آنجلیکا ۹۶۵
سیارک ۹۶۵ (به انگلیسی: 965 Angelica، نامگذاری:1921KT) نهصد و شصت و پنجمین سیارک کشف شده‌است که در ۴ نوامبر ۱۹۲۱ کشف شد.
قدر مطلق سیارک برابر ۹٫۸۰ است.